# K2 (戦車)
K2戦車（ケーツーせんしゃ、朝: K2 전차）は、大韓民国の第3.5世代主力戦車。K1戦車の改良型であるK1A1の導入後、旧世代のM48A3K及びM48A5K退役による戦力の穴を埋める目的で1995年から開発され、2014年に量産車が就役した。
別称は「黒豹」（フクピョ、朝: 흑표）、国際輸出市場においてはBlack Pantherと呼称されている。
2022年7月27日、ポーランド軍が1,000両調達する契約を締結し、歴史上初めてヨーロッパで採用されたアジア製主力戦車となっている。

## 概要
K2戦車は、目標自動検出・自動追尾可能なFCSに制御された自動装填装置付120㎜55口径滑腔砲による正確な射撃能力、複合装甲及びアクティブ防護システムによる高い防護力を有するとともに、敵味方識別装置、C4Iシステムと連動した車両間データ通信システム等を装備した標準的な第3.5世代戦車である
特徴的な点としては、砲塔バスルに自動装填装置を装備したことで乗員が3名となっており、また油気圧サスペンションを有することで高俯仰角を得ることができ、これによるハルダウン射撃時に正面投影面積を極限できる台形状の砲塔正面の装甲形状を有することがあげられる。
本戦車は開発当初パワーパックの開発に難航したことが知られており、第3次量産車までは韓国製エンジンとドイツ製トランスミッションを組み合わせた混合パワーパックとなっており、国産エンジンと国産トランスミッションで構成される国産パワーパックの搭載は第4次量産車からとなる。
主要コンポーネントについては、主砲はヒュンダイWIA、複合装甲はSamyang Comtech、レーダーはLIGネクスワン、照準器はハンファタレス（現ハンファシステム）製となる。パワーパックは第1次量産車が独MTU・RENK製ユーロパワーパック、第2次、第3次量産車がHD現代インフラコア（旧斗山インフラコア）製エンジン・独RENK製トランスミッションの混合パワーパック、第4次量産車がSNTダイナミクス製EST15Kトランスミッションを採用した韓国製パワーパックとなる。
価格は2014年時点で1両82億ウォン
生産確定数は2025年8月時点で770両（韓国軍向け410両、ポーランド軍向け360両）、調達予定総数約1410両（韓国軍向け合計410両、ポーランド軍向け合計1000両）

## 特徴

### 火力
火砲システム
国防科学研究所（ADD）とヒュンダイWIAが共同で独自開発したCN08 120mm55口径滑腔砲 (CN08 120 mm gun) を搭載し、自動装填装置を備える。副火器として12.7mm K6重機関銃、主砲同軸の7.62mm機関銃が装備されている。使用砲弾としてトップアタック攻撃可能な知能化弾、APFSDS弾、HEAT-MP弾などを使用可能である。砲身と砲塔部にはレーザー式の「ボアサイト・ミラー」と「砲口照合装置」を備え、機動時等の砲身のズレを自動検出する。
120㎜砲弾搭載数は40発であり、内16発を即応弾として自動装填装置に、24発を車体内に格納する。射撃速度は自動装填装置により毎分10-15発となる。12.7㎜機関銃弾の搭載数は3,200発、7.62㎜機関銃弾は12,000発である。
ベトロニクス
センサーとして砲塔部にハンファ・システム製昼夜兼用の非冷却式赤外線映像装置、レーザー測距儀を有する車長用パノラマ潜望鏡器 (KCPS)及び砲手潜望鏡 (KGPS) を搭載し、ハンター・キラー能力を有する。また砲手と車長の両方に大型の多機能ディスプレイが装備されているため、砲手は一つのスクリーンで砲手潜望鏡からの映像を確認しつつ、もう一つのスクリーンで車長潜望鏡からの映像を確認し、全周を監視する事が可能となっていいる。同様に車長が車長潜望鏡と砲手潜望鏡の映像を同時に確認する事が可能であるため、車長と砲手が同じ映像を確認し、それに応じた行動調整が可能となるため、状況認識と意思決定の高速化が可能となっている。
加えてFCS・油気圧サスペンションと連動したEHFレーダーを備えており、一例として戦車が停止して車体姿勢を下げた場合、トップアタック誘導砲弾KSTAM-IIを射撃を実施すると自動的に判断し、各種センサーと連動し目標物まで必要な角度を計算する。また、地上目標だけでなく、低高度を飛行するヘリコプター等の空中目標の検知も可能で目標補足距離は10kmに達する。FCSが目標の自動検出・自動追尾により乗員の戦闘をサポートすることにより、移動目標対処や行進射撃能力を有し、機動しながら距離2700mの目標を正確に射撃する事が可能である。
砲及び砲塔駆動装置はDoosan Corporation Mottrol製駆動システム (28-260VDC) であり、油圧式ではなく電気式となっている。
。後述の姿勢制御機能と連動する事により、仰角24度の間接照準射撃（射程5㎞）や対ヘリコプター射撃が可能である。
砲弾
K2戦車が運用する砲弾は以下の通り (CN08用弾薬) 
- NATOスタンダード砲弾
- 国産APFSDS弾（K276、K279、K279改）[注 6]
- 国産HEAT弾（K277、K280）[注 7]
- KSTAM-Ⅱ (KSTAM) …ドイツのディール社との共同開発。間接照準射撃で発射し、敵戦車上空で減速パラシュートを展開、赤外線シーカー及びレーダーにより目標を補足、EFPを発射し装甲の薄い敵戦車上面を攻撃するトップアタック誘導砲弾。対ヘリ攻撃も可能で、最大射程8㎞[25][26][27]

### 防護力
K2戦車は車体及び砲塔正面要部に複合装甲を、車体、砲塔側面及び上面に爆発反応装甲を装備しており、オプションとしてアクティブ防護システムを、これに加えてNBC防護システムが搭載されている。複合装甲部は55口径120mm戦車砲弾に抗堪するよう設計されているものの、具体的な構造、防弾性能については機密に指定されている。砲塔側面装甲は複合装甲を有さない装甲板となっている
しかしながら、韓国軍内部資料によればK2戦車の装甲防護力については北朝鮮が使用する貫徹力RHA600㎜から800㎜相当のBulsae-4（火鳥4）対戦車ミサイルに対しては正面装甲は抗堪、側面装甲は貫徹の恐れがあり、貫徹力RHA1000㎜から1200㎜相当のBulsae-5（火鳥5）対戦車ミサイル（9K135「Kornet」 (Kornet) の北朝鮮製コピー）はK2戦車の正面・側面装甲ともに貫通可能であると報告されている。
受動装甲（複合装甲及び装甲板）
複合装甲は韓国Samyang Comtech社がK1A1戦車近代化事業で開発したSTEEL/AL/Ceramicで構成された非拘束式セラミック複合装甲の「KSAP特殊装甲」であり、特にセラミック部はSiC系の素材が使用されている。砲塔及び車体正面要部に装着しており、複合装甲の交換が容易なモジュール構造となっている。2021には輸出仕様の装甲が別途開発開始されている。
車体及び砲塔の装甲板にはポスコが開発したMIL-12560H規格の装甲板が使用されている。
反応装甲
車体側面及び上面、砲塔側面及び上面に装備されたERAについてはロシアとの科学・軍事技術交流で入手したT-80Uに装備されていたコンタークト5を研究し、その成果を反映して開発されたものであり、K2戦車には合計で230枚が装着されている。
アクティブ防護システム
K2はアクティブ防護システムとしてソフトキル式とハードキル式の2種類を備える。ただし、システムの構造上、ソフトキルとハードキルの同時搭載はできない

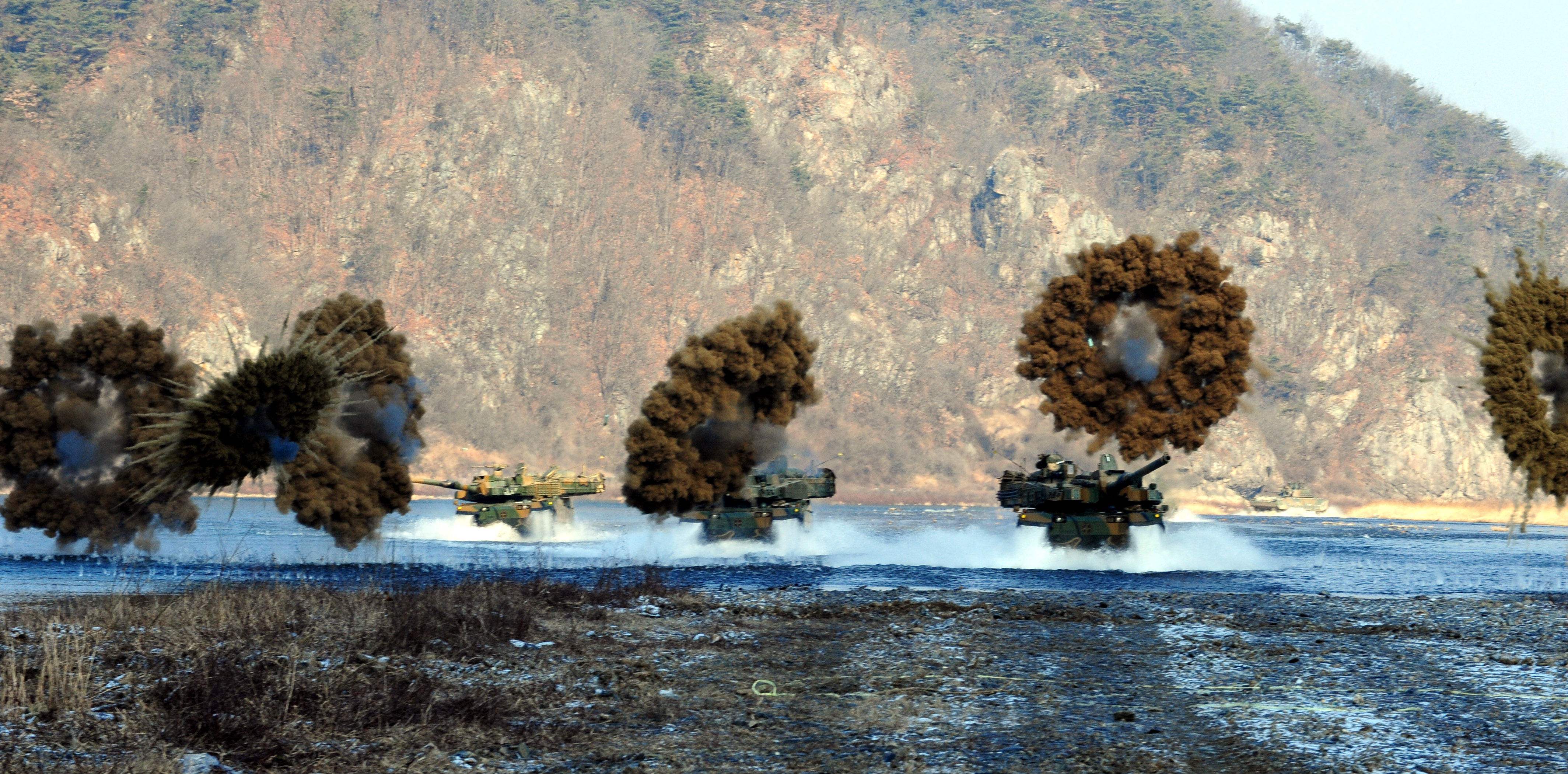
K2戦車のスモークグレネード発射景況

ソフトキル式アクティブ防護システムとして、ヒュンダイロテムが開発した、防護用レーダー、レーザー警告装置、誘導擾乱制御装置、発射装置、複合煙幕弾などから構成される誘導擾乱型ソフトキルシステム「VIRSS」を備える。戦車に接近する対戦車誘導ミサイルをレーダーで感知し、脅威方向へ自動的に煙幕弾を発射したり回避機動を実施する。発射装置として砲塔上部に設置されるのはSNSダイナミクス製の8連装ランチャー「SLS（Soft-kill Launcher System）」であり、全周旋回かつ＋90度から－90度までの俯仰が可能である。SLSはSamyang Chemical製「K419スモークグレネード（可視、赤外線、ミリ波を遮蔽する茶色の煙幕を展開）」を発射可能である。レーザー警報装置は、敵の照準レーザーを検知し、自動的に目標方向に砲塔を旋回させる機能を有する。
ハードキル式アクティブ防護システムについては、国防科学研究所とハンファタレス（現：ハンファシステム）が共同開発した「KAPS」 (KAPS) を開発しており、韓国軍向け第3次量産車までは装着されていない。KAPSは3次元探知・追尾レーダー×2基、熱源探知装置×2基、制御コンピュータ、発射装置および迎撃弾で構成され、150m先から飛翔する砲弾や対戦車ミサイルをレーダーと熱源探知装置を用いて0.2-0.3秒で自動検知し、榴弾（迎撃弾）を発射して車両の10-15m手前で迎撃する。
ポーランド向け輸出仕様であるK2PLはハードキル式アクティブ防護システムが搭載される。
その他の防護システム
- NBC防護システムとして、SG Safety社製の車内陽圧/冷房システム及びポリエチレンなどを材料とした中性子遮蔽ライナーを備える[53][54]。これについてもロシア製T-80Uの影響を受けたものとなる[41]。
- DNB社製AFSS（Auto Fire Sensing & Suppression、自動消火装置）を備える[55][56]。

### 機動性
- 動力及び加速性能

試作車両XK2についてはユーロパワーパックを搭載。量産車両については、第１次量産車がドイツ製のユーロパワーパック、第２、第３次量産車が韓国HD現代インフラコア製DV27KエンジンとドイツRENK製HSWL 295トランスミッション、第4次量産車がHD現代インフラコア製DV27KエンジンとSNTダイナミクス製トランスミッションを組み合わせた韓国国産パワーパックとなる。
加速性については、アイドリングスタートの場合、ユーロパワーパック又は混合パワーパック装備は停止状態から時速32㎞までの加速時間は7.47秒、DV27Kディーゼルエンジン及びSNTダイナミクス EST15Kトランスミッションの国産パワーパックを装備した場合の加速時間は約8.77秒となる。ストールスタートの場合は、前者で5.3秒、後者6.18秒となる。
また、補助動力のTZEN製8.0kw級APUや、操縦手用の非冷却式赤外線映像装置を装備している。
| 各次量産                              | 製造年    | エンジン                                                                                | トランスミッション                                                             | 製造数 | 備 考 |
| ------------------------------------- | --------- | --------------------------------------------------------------------------------------- | ------------------------------------------------------------------------------ | ------ | --- |
| 第1次量産                             | 2014-2015 | MTU製MT-883 4サイクルV型12気筒ディーゼルエンジン(排気量27,361cc)                        | Renk(レンク)社製 HSWL 295TM オートマチックトランスミッション(前進5段、後進5段) | 100    | ユーロパワーパックを搭載 |
| 第2次量産                             | 2019-2020 | HD現代インフラコア社製DV27K4サイクルV型12気筒水冷式ターボチャージド・ディーゼルエンジン | Renk(レンク)社製 HSWL 295TM オートマチックトランスミッション(前進5段、後進5段) | 106    | 韓国製エンジンとドイツ製トランスミッションの混成。 |
| 第3次量産                             | 2022-2023 | HD現代インフラコア社製DV27K4サイクルV型12気筒水冷式ターボチャージド・ディーゼルエンジン | Renk(レンク)社製 HSWL 295TM オートマチックトランスミッション(前進5段、後進5段) | 54     | この内2022年製造分の内１０両をポーランド向け納品分に転用韓国製エンジンとドイツ製トランスミッションの混成 |
| K2GF（ポーランド第１次執行契約）      | 2022-2025 | HD現代インフラコア社製DV27K4サイクルV型12気筒水冷式ターボチャージド・ディーゼルエンジン | Renk(レンク)社製 HSWL 295TM オートマチックトランスミッション(前進5段、後進5段) | 180    | 内最初の１０両は韓国軍向け第３次量産車を転用したものであり、韓国製エンジンとドイツ製トランスミッションの混成となる。また2023-2025年にかけて追加で197基のRenk製トランスミッションが供給され、更にオプション契約として800基が保持される。 |
| 第4次量産                             | 2024-2028 | HD現代インフラコア社製DV27K4サイクルV型12気筒水冷式ターボチャージド・ディーゼルエンジン | SNTダイナミクス EST15K(前進6段、後進3段)オートマチックトランスミッション       | 150    | 第164回防衛事業推進委員会にてEST15Kトランスミッションの採用が決定 |
| K2GF/K2PL（ポーランド第２次執行契約） | 2026-2030 | 不明                                                                                    | 不明                                                                           | 180    | |

障害通過渡渉能力

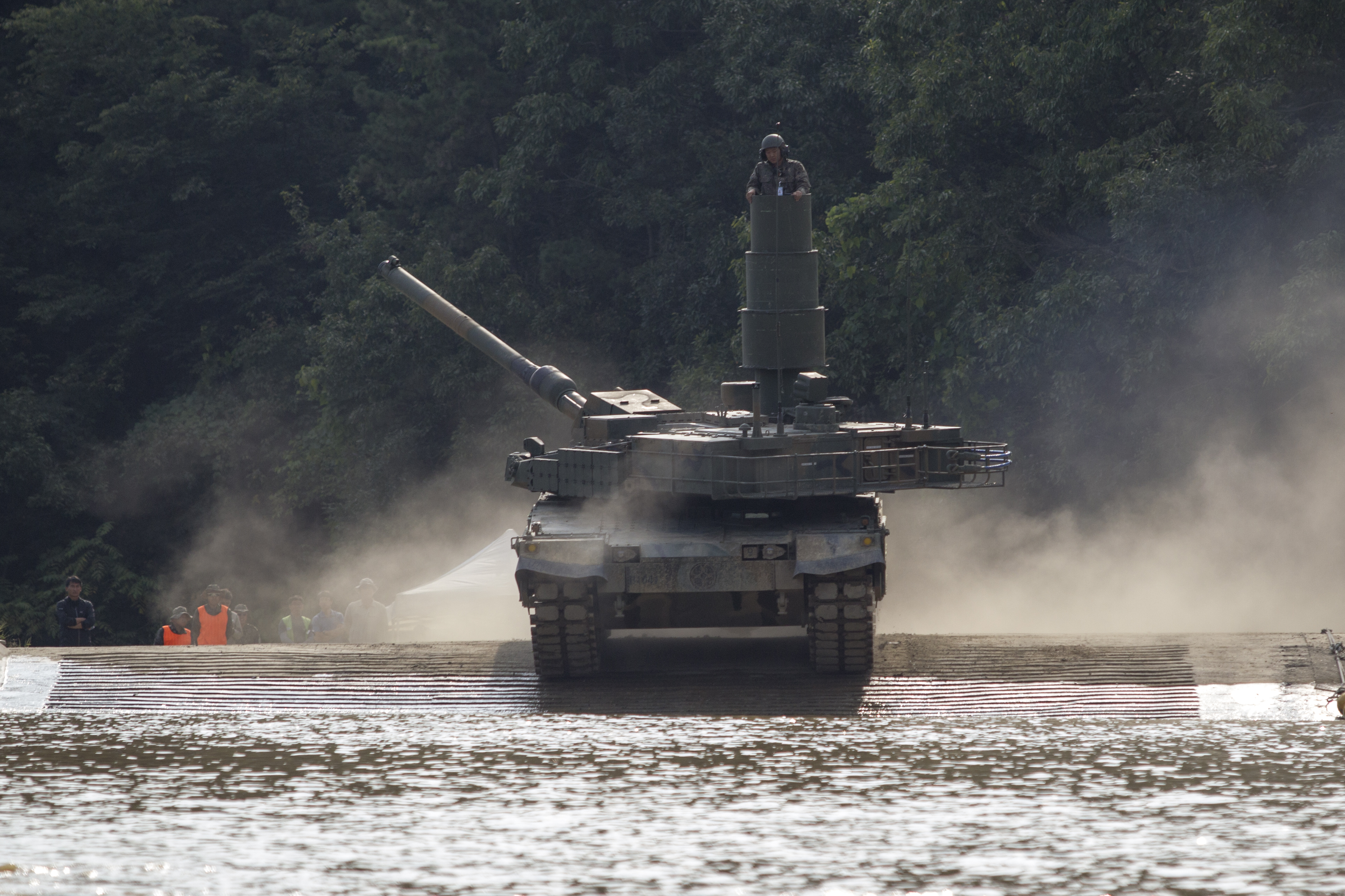
シュノーケル装着状態のK2

K2は潜水渡渉キットを常時積載しており、20分の準備時間でシュノーケル等の潜水渡渉具を装着し深度4.1mの河川を潜水渡河することが可能である。また浮上すると速やかに戦闘態勢に移行できるほか、1m以上の垂直障害の通過や、左右傾斜31度の斜面の走行、60％の急斜面の登坂及び下り坂を降りる事が可能となっている
姿勢制御機能
S&T大宇社ハイドロニューマチック・サスペンションを採用している。車体を前後左右に傾斜させる姿勢制御機能と半自動地形判断機能を有している。この姿勢制御機能により、姿勢を下げることによる被弾面積の減少や山岳地形での安定性確保による射撃精度の向上、姿勢を上げることによる地上障害物の通過性向上を確保できる。姿勢制御により最低地上高を0.55-0.15mの間で調整が可能であり、また主砲の俯仰角だけに頼ることなく、車体の前後を傾ける事で仰角＋24度から俯角－10度まで射角の確保が可能である。

### C4I
- 敵味方識別装置[42]を有し、彼我識別が可能[4]。
- 韓国型戦術データ・リンク (TDL-K)と接続可能[24]
- 米軍用データリンク端末 VMF-TDLの韓国版KVMF-TDL端末を搭載[24]
- GPS(全地球測位システム)とINS（慣性航法装置）を連動させた位置情報システム・車両間情報システム (IVIS) を備えている[24]

### その他の機能
現代ジェイコム製の内蔵型訓練シミュレータが韓国軍向けK2全車両に搭載されており、エンジンを停止した状態で実際の戦車に搭乗し実車の操作器材を使用しながら、実車環境でシミュレーションによる戦車操縦、射撃訓練が可能である。2022年8月上旬現在、ポーランド輸出に併せて英語化、ポーランド化の改修を予定している。

## 比較
|          | ルクレール                        | チャレンジャー2                   | メルカバ Mk 4                                       | 99A式                              |
| -------- | --------------------------------- | --------------------------------- | --------------------------------------------------- | ---------------------------------- |
| 画像     |                                   |                                   |                                                     |                                    |
| 開発形態 | 新規                              | 改修                              | 改修                                                | 改修                               |
| 全長     | 9.87 m                            | 11.55 m                           | 9.04 m                                              | 11 m（推定）                       |
| 全幅     | 3.71 m                            | 3.53 m                            | 3.72 m                                              | 3.70 m（推定）                     |
| 全高     | 2.92 m                            | 3.04 m                            | 2.66 m                                              | 2.35 m（推定）                     |
| 重量     | 約56.5 t                          | 約62.5 t                          | 約65 t                                              | 約55 t（推定）                     |
| 主砲     | 52口径120mm滑腔砲                 | 55口径120mmライフル砲             | 44口径120mm滑腔砲                                   | 50口径125mm滑腔砲                  |
| 副武装   | 12.7mm重機関銃×1 7.62mm機関銃×1   | 7.62mm機関銃×1 7.62mm機関銃×1     | 12.7mm重機関銃×1 7.62mm機銃×2 60mm迫撃砲×1          | 12.7mm重機関銃×1 7.62mm機関銃×1    |
| 装甲     | 複合                              | 複合+爆発反応+増加                | 複合+増加 （外装式モジュール）                      | 複合+爆発反応 （外装式モジュール） |
| エンジン | V型8気筒ディーゼル + ガスタービン | 水冷4サイクル V型12気筒ディーゼル | 液冷4サイクルV型12気筒 ターボチャージド・ディーゼル | 水冷4サイクル V型12気筒ディーゼル  |
| 最大出力 | 1,500 hp/2,500 rpm                | 1,200 hp/2,300 rpm                | 1,500 hp                                            | 1,500 hp/2,450 rpm                 |
| 最高速度 | 72 km/h                           | 59 km/h                           | 64 km/h                                             | 80 km/h                            |
| 乗員数   | 3名                               | 4名                               | 4名                                                 | 3名                                |
| 装填方式 | 自動                              | 手動                              | 手動                                                | 自動                               |
| C4I      | SIT                               | BGBMS                             | BMS                                                 | 搭載（名称不明）                   |

|          | 10式                             | K2                                                  | T-90                                                | M1A2 SEPV2                            | レオパルト2A7                                       |
| -------- | -------------------------------- | --------------------------------------------------- | --------------------------------------------------- | ------------------------------------- | --------------------------------------------------- |
| 画像     |                                  |                                                     |                                                     |                                       |                                                     |
| 開発形態 | 新規                             | 新規                                                | 新規                                                | 改修                                  | 改修                                                |
| 全長     | 9.42 m                           | 10.8 m                                              | 9.53 m                                              | 9.83 m                                | 10.93 m                                             |
| 全幅     | 3.24 m                           | 3.60 m                                              | 3.78 m                                              | 3.66 m                                | 3.74 m                                              |
| 全高     | 2.30 m                           | 2.40 m                                              | 2.23 m                                              | 2.37 m                                | 3.03 m                                              |
| 重量     | 約44 t                           | 約55 t                                              | 約46.5 t                                            | 約63.28 t                             | 約67 t                                              |
| 主砲     | 44口径120mm滑腔砲                | 55口径120mm滑腔砲                                   | 55口径125mm滑腔砲                                   | 44口径120mm滑腔砲                     | 55口径120mm滑腔砲                                   |
| 副武装   | 12.7mm重機関銃×1 7.62mm機関銃×1  | 12.7mm重機関銃×1 7.62mm機銃×1                       | 12.7mm重機関銃×1 7.62mm機関銃×1                     | 12.7mm重機関銃×1 7.62mm機関銃×1 RWS×1 | 7.62mm機関銃×2                                      |
| 装甲     | 複合+増加 （外装式モジュール）   | 複合+爆発反応 （モジュール式）                      | 複合+爆発反応+ケージ （外装式モジュール）           | 複合+増加                             | 複合+増加                                           |
| エンジン | 水冷4サイクル V型8気筒ディーゼル | 液冷4サイクルV型12気筒 ターボチャージド・ディーゼル | 液冷4サイクルV型12気筒 ターボチャージド・ディーゼル | ガスタービン                          | 液冷4サイクルV型12気筒 ターボチャージド・ディーゼル |
| 最大出力 | 1,200 ps/2,300 rpm               | 1,500 hp/2,700 rpm                                  | 1,130 hp/2,000 rpm                                  | 1,500 hp/3,000 rpm                    | 1,500 ps/2,600 rpm                                  |
| 最高速度 | 70 km/h                          | 70 km/h                                             | 65 km/h                                             | 67.6 km/h                             | 68 km/h                                             |
| 乗員数   | 3名                              | 3名                                                 | 3名                                                 | 4名                                   | 4名                                                 |
| 装填方式 | 自動                             | 自動                                                | 自動                                                | 手動                                  | 手動                                                |
| C4I      | ReCS・10NW                       | B2CS                                                | カリーナ                                            | FBCB2                                 | IFIS                                                |

## 開発
- 次期戦車開発事業の開始

1980年代より兵器の内製化を推し進めてきた韓国は、K1戦車、K200装甲兵員輸送車等の生産により十分な開発能力が蓄積されたと判断し、これにより米国より設計を購入してきたK1ではなく、最初から国内技術を中心に開発した次世代戦車導入事業を推進することになった。
1990年代に入り、K1以前の戦車であるM48パットン約900輌の老朽化が著しく、その更新が急務となったこと、また北朝鮮がT-72を大量に輸入した情報を入手したことから、将来の戦場環境と戦力構造に適した戦車を確保するために1992年に次期戦車事業を推進する事が決定された。
- 仕様の決定から概念研究・探索開発期

1995年、国防科学研究所（ADD）は、次期戦車開発事業である「XK2」事業開始を発表、1995年7月から1997年12月までを次期戦車の機能・性能・形状、必要技術など要求される仕様を策定する概念研究期、1998年11月から2002年12月までを開発可能性を検証及び要素技術を開発する探索開発期、2003年1月からを実用開発段階として試作車両「XK2」を開発、2011年に実戦配備し680両を生産する計画でスタートした。12年間の開発費用は合計2000億ウォンであり、ADDと現代ロテムの共同出資となる。現代ロテムは量産担当となり、約20の下請け業者とコンソーシアムを構成した。
1995年から1997年の概念研究期において、次期戦車の機能・性能・形状、必要技術など次期戦車の概念に関する研究を行った。この際、韓国の戦車開発チームはStrv.103（Sタンク）開発者のSven Berge氏、M48、M60、M1エイブラムス開発者のPhilip W. Lett氏、メルカバ開発者のイスラエル・タル将軍、74式戦車、90式戦車開発者の林磐男氏らをセミナーに招致、このセミナーにおけるすべてのプレゼンテーションを保存し、次期戦車開発の参考として活用した
研究初期においては140㎜砲搭載の新型戦車を検討したものの不完全燃焼問題が解決せず、ADDは1500馬力級ユーロパワーパックを搭載し、自動装填装置付120㎜砲を搭載、複合装甲装備で先進センサー群を装備した第3.5世代戦車として開発を決定した。
1995年7月から1997年12月までの概念研究期において、まず開発チームは数ヵ月をかけ前線の戦車部隊において必要とされる次期主力戦車のニーズを確認するとともに、開発チームの研究者はイギリスの王立科学技術センターにて1年間の研修を受けた。概念研究においては、設計と試作品の製作についても各種の公開資料以外には手掛かりがほとんどなく、試行錯誤を重ねる事となった。
2002年、ソフトキル式アクティブ防護システムの開発を開始、2008年開発完了
- 実用開発期

2005年、韓国国防部は海外企業のパワーパックを装着する場合、輸出時に輸出承認(E/L)を別途取得する必要があり、またライセンス料を支払わなければならない事から、本戦車のパワーパックを国産化する事を決定、これについて防衛事業庁は国内多数のメーカーから海外からの技術協力を得てパワーパックを開発する提案書を取得したが、最終的にエンジン開発業者に斗山インフラコア（当時、現HD現代インフラコア）、トランスミッション開発業者にSNTダイナミクスを選定した。開発期間は5年であり、2010年までに完成品を納品する計画とした。
海外からの技術導入を通じてハードキル式アクティブ防護システムを開発するために2002年から2005年までロシア、ドイツ、イスラエル、米国との技術移転交渉を試みたが、2002年と2003年にはロシアとドイツが約900億ウォン水準の技術移転費用を要求し、2005年イスラエルも段階的技術移転に約1000億ウォン水準の過度な技術移転費用を要求し、米国は技術移転自体を拒否して海外からの技術導入による開発計画が失敗した 以後、2006年国防科学研究所とハンファタレスが440億ウォンの開発予算で共同開発することが決定された。。
2007年3月2日、試作車両「XK2」のロールアウト式典を実施、試作車両は1両83億ウォンとされた。XK2試作車両は3両製造され、試験評価を開始し2008年に終了、「戦闘用使用適合判定」を獲得して「K2」として正式化した。
2007年7月24日、ADDは斗山インフラコア（当時）と共同開発した次期戦車用DV27Kエンジンを公開、デモンストレーションを実施し、エンジン回転数2700rpm、エンジン最大出力1500馬力を立証した。2010年からの車両搭載を目指す
2009年4月、XK2試作車両3両については1年6ヶ月間の試験を完了し現代ロテム工場にて点検、異常なしを確認した。記者に対する試乗において60％傾斜路登坂、30％横傾斜制動、凸凹道走破などを展示、このうち1両のこの時点での走行距離は約1万㎞だった
- 量産の開始

2011年3月22日、当初2011年末に戦力化予定だったK2戦車のパワーパック開発が遅れているため、2012年末、K2戦力化にあたって第1次量産車100両に対して輸入パワーパックを搭載する方向を検討し、総導入数についても当初600両超だったものを約200両程度に修正した。これにより、K2戦力化は2012年から2013年12月に延期された。またこれにあわせ、パワーパックの完成予定時期については当初の2011年時点から2013年6月に延期した。
2012年2月28日、ADDはKAPSアクティブ防護システムの開発完了を発表、迎撃試験映像を公開した。予想単価は6億7000万ウォンとなる。
2012年3月30日、1280億ウォンを投資した国産パワーパックが試験評価において問題が発生、冷却ファン速度制御、低温時最大出力、加速性能など3項目で軍の要求性能を満たさない事が明らかとなり、同年4月2日に第56回防衛事業推進委員会において第1次量産100両についてドイツ製パワーパック（MTU製エンジン＋RENK製トランスミッションのユーロパワーパック）の搭載を決定した。ドイツ製パワーパックの試験評価期間を考慮し、K2戦車の戦力化は2014年に延期となる。ただし、K2戦車第2次量産分から国産パワーパックを搭載できるよう、現在進行中の運用試験と耐久度試験は継続する事もあわせて決定された。
2013年6月18日、韓国防衛事業庁は国防委員会の業務報告において、国産パワーパックの問題で中断されているK2戦車について、同年11月から翌年2月までにK2初期量産ロット13両の性能試験を行い、結果を2014年9月の国会に報告して戦力化するかどうかを決定すると発表した。
2013年7月から9月にかけドイツ製エンジン及びトランスミッションからなるユーロパワーパックが入荷、同年10月にユーロパワーパック8時間連続稼働および100km連続走行試験を実施し、同年11月より100両の第1次量産を開始した。
2014年6月以降K2第1次量産車の就役を開始し、2015年までに納品を完了した。
2014年9月4日、3回の開発期間延長を経て国産パワーパックが完成したと報道され、同年12月、第2次量産契約を締結、2017年までに納品完了するとされた。
しかしながら、2016年、国産パワーパックのエンジン部について3月から6月の間実施された400時間のエンジン耐久試験は問題なく完了したものの、SNTダイナミクス EST15Kトランスミッション部の耐久試験において各種の不具合が発生、不具合解消が難航し計画が大きく遅延した。
2017年、国産パワーパックの耐久試験において9600㎞無整備走行試験を実施したが、7359㎞時点でSNTダイナミクス EST15Kで使用されているドイツ製ボルトが破断、試験に失敗した。
2018年2月、防衛事業推進委員会は第2次量産車に対し、韓国国産エンジンである斗山インフラコア（当時）製DV27KエンジンとドイツRENK製HSWL 295TMトランスミッションの混合パワーパックを適用する事を決定した。2014に量産契約を締結し2017年納品完了する計画だったものの、国産トランスミッションであるSNTダイナミクス EST15Kが耐久試験を突破せず、2年以上量産が停止している事を受けての措置。
2019年2月、混合パワーパックの3200km走行試験と低温始動試験を完了。低温始動試験においては、4時間かけてマイナス32℃まで温度を低下させ、32時間の安定化段階、8時間の低温維持をへた上でエンジンの始動試験を行った。
2019年5月27日、K2戦車第2次量産車×2両のロールアウト式典を開催、2021年までの納入完了を予定する。第2次量産車は106両となる。
2020年2月12日、SNT労組より、パワーパックの要求仕様について、「9600㎞無整備走行」は妥当性が無く不合理であるとして要求を緩和するよう要求。
2020年12月22日、K2戦車第3次量産契約を5,330億ウォン（4億8,140万ドル）で締結、54両を2023年までに納入する。K2第3次量産車についても韓国HD現代インフラコア製エンジンとドイツRENK製トランスミッションの混合パワーパックとなる。これは3次量産のための変速機耐久試験において、基準緩和がなされない事に懸念を示して不参加であったことに加え、これについて軍とSNTダイナミクス社が協議しているさ中、ドイツRENK社が「2020年12月末までに契約を締結できない場合、今後のトランスミッション供給が困難となる」と通告したため、国産トランスミッションの追加試験に失敗した時の代替手段が失われると判断された事が要因である
2021年7月15日、K2戦車第2次量産における国産化率80％超を達成
2021年12月6日、SNT DynamicsはSNTダイナミクス EST15Kトランスミッションの欠陥に関する技術的な問題を解決し、2022年上半期にの国防部の変速機耐久性検査をパスできる見込みであり、K2戦車第4次量産に対応可能としたと発表した。
2022年1月20日、K2戦車第2次量産車106両の戦力化が完了
2022年4月20日、第４次量産について所要検証及び事業妥当性調査が推進
2022年9月27日、韓国与党国民の力のハン・ギホ議員が入手した韓国軍内部資料により、K2戦車の装甲防護力は北朝鮮が使用する貫徹力RHA600㎜から800㎜相当のBulsae-4（火鳥4）対戦車ミサイルに対しては正面装甲は抗堪、側面装甲は貫徹の恐れがあり、貫徹力RHA1000㎜から1200㎜相当のBulsae-5（火鳥5）対戦車ミサイル（9K135「Kornet」 (Kornet) の北朝鮮製コピー）はK2戦車の正面・側面装甲ともに貫通可能と明らかになった。同議員はBulsae-5に対する対策を立てる必要性を提起し、必要なアクティブ防護システムを整備する事を訴えた。K2戦車を導入中のポーランドにおいても、改良型K2PLを原型より装甲を更に強化しアクティブ防護システムを標準装備する必要性が提起されている。
2023年5月25日、韓国防衛事業庁は第154回防衛事業推進委員会において、K2戦車4次量産計画案を承認、2024年から2028年まで1兆9千400億ウォンをかけ、K2戦車150両を調達する。政府及び軍はK2戦車第4次量産においてK2戦車のパワーパックを完全に国産化する案を検討しており、SNTダイナミクス EST15Kトランスミッションが政府主導の公式試験評価で合格すれば採用となる。SNTダイナミクス EST15Kトランスミッションの検査には3200キロ走行試験、320時間耐久検査を含め3-4カ月必要となる。
同6月1日、防衛事業庁はSNTダイナミクス EST15Kトランスミッションの公式試験評価について、アルタイ戦車量産型用として製造された輸出用パワーパックに対して試験を実施し、2024年10月までに第4次量産車への国産トランスミッション搭載の可否を決定すると発表した。
2024年10月24日、防衛事業庁の「第164回防衛事業推進委員会」において、試験結果を受けてK2戦車第4次量産車用パワーパックとして韓国SNTダイナミクス製トランスミッションの採用を決定。

## 評価
- ポーランド陸軍少将マチェイ・ヤブロンスキ陸軍監察官[111][注 24]は、「K2戦車は契約を締結したその年の内に納入され配備できる上、21世紀に開発された最も近代的な第3世代戦車の1つでもある。最新のプラットフォームの一つであり非常に機動性が高く、優れた火器管制システム、戦闘中の乗組員をサポートするシステム、敵味方識別装置及び自己診断システムも備えていて、ポーランド陸軍の要求に非常に適している」とし、「重量56トンで非常に軽量で、油気圧サスペンションや水深4m渡渉可能な潜水渡渉能力[注 25]により水系障害物を独立して克服する能力を有するため、ポーランド北東部の既存の道路網や河川網の地形環境条件で運用する能力は非常に高く、K2戦車はポーランド軍がスヴァウキ回廊 (Suwałki Gap) [注 26]で任務を遂行するための完全な適性を有している」このため、「K2/K2PLを装備する第16機械化師団は、これらの地形条件で防御戦闘や攻勢転移を遂行できる非常に機動性の高い編成を構成できる」と評価している[71]。
- ノルウェー国防省は新戦車導入計画「Nye stridsvogner」において「評価試験の結果、レオパルト2A7もK2NOも非常に優れた最新の戦車であり、ノルウェー陸軍の新型戦車要求仕様のすべてを満たす」と評価された。しかしながら「産業条件、二国間協力条件、物流および供給後の条件」を含めた総合評価の結果、レオパルト2A7がノルウェー陸軍にとって最も適すると判断された[115]。
- ノルウェー国防資材局は、K2NOとレオパルト2A7のトライアル結果について「双方の候補とも要求仕様を満たす」としつつ「K2NOの方が約10トン軽量である[注 27]」、「54両調達時を想定した場合、K2NOの方がより単価が安い」、「K2NOはノルウェー仕様への改良を施した後に量産を開始するが、レオパルト2A7はドイツ仕様で納品した後にノルウェー仕様への改修を予定するので納入後に追加の費用及び改修所要が発生する」として、国防資材局はトライアルの結果として「K2NOの導入を推奨する」との勧告を国防省に対し2度にわたって行った[116]。
- ポーランド陸軍第15機械化旅団や第18機械化師団の司令官、ウクライナ安全保障支援グループ (SAGU)副司令官を務めたヤロスワフ・グロマジンスキ予備役中将は「第16機械化師団隷下の第15機械化旅団長当時、M1A1 FEPエイブラムス戦車が大隊規模の戦闘集団としてヴァルミア＝マズールィ県に配備されていたが、この地形においてM1A1戦車はほとんど役に立たなかった。というのは、雪解けの季節や雪が降り始める秋の季節において泥濘化し、また湖沼地帯や陥没遅滞が多いこの一帯の地形にM1A1は対応できず機動が困難である。しかし、K2戦車はウクライナでの戦訓から現代の装軌式プラットフォームに求められる要件をすべて満たしていいる事に加え、このような地形に対応できる非常に優れたプラットフォームであり、第18機械化師団担任地域以外の師団、特にロシアのカリーニングラード州に接するヴァルミア＝マズールィ県に配備する戦車は全てK2戦車で統一するべである。」と評価した[117]。
- PT-91からK2戦車に換装され、NATO共同演習「DRAGON-24」に参加したポーランド陸軍第16機械化師団の兵士は特にK2戦車の高い戦場機動性を挙げ、他のNATO加盟国保有戦車が機動困難な泥濘地での走破性に優れているとしており、特に油気圧サスペンションによる姿勢制御装置により地形障害を活用して一方的に射撃する事が可能である事に加え、デジタル化され乗員が直感的に操作できる優れたヴェトロニクス、野外作戦中の整備作業を容易化するモジュラー設計、多数の戦車を運用する際に有利となる高燃費なパワートレインが高く評価されている。また、駐車場から動かずに使用できる車両搭載型シミュレータにより新兵の練度を効率的に向上させる高い訓練効率を実現している事に加え、兵士は55口径砲と自動追尾機能を有する高度なFCSによる長射程射撃、行進射撃、移動目標における精密射撃、それ毎分10発で射撃する高速の発射速度を実現する自動装填装置を高く評価している。更に、エアコンを完備し快適性の高い戦闘室設計も高く評価されている[117]。

## 運用国等

### 採用国
韓国
- 410両（1次量産100＋2次量産106＋第3次量産54＋第4次量産150）

第1次量産100両、第2次量産106両が完了、2023年5月現在第3次量産54両、第4次量産車150両が生産待ちであり、合計410両。
2022年8月3日、2022年製造の韓国軍向け第３次量産分から10両をポーランドに引き渡す方向でポーランドと個別実効契約締と発表。
 ポーランド
- 最大1000両予定（枠組契約1000両、内生産確定は2025年8月時点の執行契約360両）

- K2GF

第1次執行契約×180両（2022-2025年に納入）
第2次執行契約×116両（2026-2027に納入）
- K2PL

第2次執行契約×64両（2028-2030に納入）
2019年6月、ポーランド国営軍事会社PGZが新型戦車開発計画「Wilk（オオカミ）」を発表。1990年代のゴリラ戦車や、近年導入がキャンセルされたゲパルト軽戦車、アンデルス軽戦車に続くポーランド国産戦車開発計画案となる。
2019年10月10日、ポーランド国防省は2021-2035年の15年かけてポーランド軍を近代化する、5,240億ズウォティ（約1,330億米ドル）規模の「技術的近代化計画（Modernizacja techniczna）」を承認。計画は、F-35×32機導入計画「Harpia（オウギワシ）」、ステルス無人戦闘機「MQ-28 ゴーストバット」導入計画「Harpi Szpon（鷲の爪）」中距離対空/BMDミサイル導入計画「Wisła (Vistula) 」、多層防空システム導入計画「Narew (Narew) 」、ヘリコプター導入計画「Kruk（カラス）」、長距離多連装ロケット導入計画「Homar（ロブスター）」、潜水艦2隻導入計画「Miecznik（メカジキ）」「Orka（シャチ）」、6隻の軽ミサイル艇導入計画「Murena（ウツボ）」、軽対戦車ミサイル導入計画「Pustelnik（隠者）」、BWP-1歩兵戦闘車後継調達計画「Borsuk（アナグマ）」、新型戦車導入計画「Wilk（オオカミ）」、駆逐戦車導入計画「Ottokar Brzoza (Ottokar Brzoza-Brzezinaa) 」、クラスター式面制圧兵器導入計画「Groszek（豆）」、徘徊型兵器導入計画「グラディウス」から構成される。なお計画にはF-16導入計画、クラブ自走榴弾砲、Rak 120mm自走迫撃砲、Rosomak装甲兵員輸送車の継続調達、サイバー防護強化が含まれる）。新型戦車「Wilk」の調達数はPT-91及びT-72後継用として約600両が見込まれる
2019年8月16日、ポーランドは2035年就役予定のドイツ・フランス共同開発の新型戦車開発計画「MGCS」への参加を打診するとともに計画の加速を協議したものの、近代化型レオパルト2及びルクレールの後継戦車を求める独仏政府と、T-72とPT-91の速やかな後継戦車への更新を求めるポーランド政府の間で芳しい合意成果は得られず合流を拒否された。
2020年1月13日、MGCS合流を拒否されたポーランドはヒュンダイロテムと次期主力戦車に係る協議を開始し、2020年9月11日、MSPO2020において、韓国はポーランドに対し「K2PL共同生産」を正式に提案した。これに対し、ポーランドはポーランド産業界に技術発展や安定的な雇用、新たなビジネスチャンスをもたらすと大きく評価した。
2020年11月2日、イタリア国防省はアリエテの後継戦車の共同開発をポーランドとスペインに提案、ポーランドはポーランド防衛産業の関与の度合いを注視しながら協議を実施
2021年11月10日、Wilkプログラムに対し、独ラインメタル社より120㎜又は130㎜砲搭載の新型戦車について提案
2022年5月31日、ポーランド国防省よりK2戦車導入についての協議が正式に開始されたと発表。ポーランド国防大臣は「ハイレベルなポーランド仕様を想定しており、ポーランド防衛産業へ大きな発展をもたらす」として次世代兵器の共同研究を発展させる趣意書に署名するとともに、「ポーランドの防衛産業だけでなく、ポーランドの科学機関にも機会を与える非常に優れたソリューションであり、ポーランドの科学者とポーランドの防衛産業にとって大きなチャンスである」との声明を発表した。
2022年6月13日、ポーランドのマリウシュ・ブワシュチャク副首相兼国防大臣は、ポーランド軍代表団と現代ロテムが、ユーロサトリ2022においてポーランド次期主力戦車選定計画「ウルフ・プログラム」に関しK2PLの共同開発に関する協力協定を締結したことを発表した。ポーランドメディア及びPGZ社がプレスリリースにより発表した。
報道によれば、戦車の主要コンポーネントについてはポーランドの要求に従った改修がなされるとともに、ポーランドへの生産技術の移転が行われる。
また、ポーランド軍は、戦車調達計画に関して「能力のスパイラル開発」を重視しており、最も緊急なニーズを満たすため、ポーランド国内への技術移転、生産能力獲得と並行し、既存仕様のK2戦車を一定量取得することを想定しており、ポーランド国内工場が供給するK2PL戦車の供給が開始されたならば、その時点で既に取得しているK2戦車について近代化を行われるとしている。
2022年7月22日、ブワシュチャク副首相は、初期バッチとして韓国から180両のK2を輸入し、2022年中から納入が始まることを発表した。将来的にはK2をポーランド国内で製造する旨についても発表した。
2022年7月27日、ポーランド国防省はK2本国仕様180両、韓国・ポーランド共同開発のK2PL800両以上、合計980両以上を調達する基本契約を締結した）。また、K2PLの経験を反映した新型戦車K3PLの開発を発表した。初期調達のK2×180両は、2026年以降K2PL仕様にアップグレードされることも併せて発表された。
2022年8月3日、2022年中に韓国軍向け第３次量産分から10両をポーランドに引き渡し、2023年に18両、2024年56両、2025年96両で合計180両が引き渡され、また、K2PLについては12月までに個別実効契約を締結する予定であり、320両を韓国で製造し、残り500両をポーランド国内で製造する方向で調整が行われているとの履行スケジュールの構想が発表された。K2PL細部仕様についての正式な契約内容は個別実効契約締結時に発表になる。後の報道では、残り820台は2026年以降にポーランドで造られるとされる(K2PLのPLはポーランドから国名から)。
2022年8月26日、ポーランド国防省及び韓国防衛事業庁より、基本契約に引き続き、「K2×180両を2022-2025年、K9A1×212両を2022-2026年の間に納入する第1次履行契約」が締結されたと発表。K2はソフトキルシステム（VIRSS）とハードキルシステム（KAPS）が装備される事、「訓練、弾薬、ロジスティクスを併せたパッケージ契約」である事も併せて発表された。
第１次履行契約によれば、2022年中にK2×10両がモロングの戦車大隊、K9×24両がゴジェボの砲兵連隊に納入され、また契約額はK2パッケージ33.7億米ドル、K9パッケージ24億米ドルとなる。
契約内容には、ソフトキル(VIRSS) およびハードキル(KAPS)に加え、ロジスティクスについてはスペアパーツと消耗品の在庫および特殊ツールと診断装置、訓練についてはETS (Embedded Training System) 車両搭載型シミュレーターと、韓国とポーランドでの乗組員と整備要員の訓練が含まれる。また、契約されたすべてのK2戦車にはポーランド軍機械化部隊と情報交換可能な通信システムが装備される。
2022年9月16日、現代ロテムがソフトキル式アクティブ防護システムを搭載したポーランド輸出用K2の組立工場と性能試験場がメディアに公開され、10月19日、ポーランド向けK2戦車の最初の10両のロールアウト式典が実施された。
2022年12月6日、ポーランド北部のグディニャ港にて、ポーランド向け第1便であるK2戦車×10両及びK9A1自走砲×24両の引き渡し式典が挙行
2022年12月9日、ポーランド陸軍第16機械化師団第20機械化旅団へK2戦車の配備開始
2023年3月2日、ポーランド国防省はポズナンの軍用車両工場Wojskowe Zakłady Motoryzacyjne S.A. （WZM）においてK2戦車の整備、オーバーホール、製造を行うことを発表
2023年3月22日、ポーランド北部のグディニャ港にポーランド向け第2便であるK2戦車×5両及びK9A1自走砲×12両が到着、これによりポーランド軍納入数はK2戦車×15両、K9A1自走砲×36両となる
2023年3月28日、K2戦車のポーランド国内でのライセンス生産において、油気圧サスペンションと自動装填装置がポーランド企業WSK「PZL - Kalisz」工場において製造される合意を締結した。
2023年3月31日、ポーランド国内において、大統領及び国防大臣の視察下において初のK2射撃訓練を実施
2025年7月上旬、ポーランド国民議会において、第1次執行契約締結時の前PiS政権時の前国防相マリウシュ・ブワシュチャク議員からの質問に対し、「K2GF/K2PL戦車は6回の執行契約に分割し最終的に1000両調達予定」「第2次執行契約ではBumar ŁabędyにてK2PLの最終組立及びK2系戦車のMROサービスを実施予定である」「同じく第2次執行契約においては、砲塔・車体フレームの溶接、油気圧サス、主砲システム、自動装填装置の技術移転を受け製造を行う」旨が確認された。
2025年8月1日、ポーランド西部グリヴィツェのPGZ社系列Bumar-Łabędy工場にて、ポーランド・韓国両国の国防大臣を含む代表団によりK2戦車第2次執行契約が締結された。契約によれば2026～27年でK2GF×116を韓国から輸入、2028～30年でポーランド仕様のK2PL×64を調達（内最初の3両を韓国で生産し、61両をポーランド国内生産）、2029～31年でK2戦車の派生型である戦闘工兵車×25両、戦車橋×25両、戦車回収車×31両をポーランド国内で生産する。このため、韓国はK2PL等製造ライン構築のための生産設備提供を含むポーランドへの製造技術移転に加え、兵站パッケージ（予備部品、特殊工具、試験装置、整備工具、技術文書を含む）、訓練パッケージ（訓練用弾薬、車載シミュレータ、教官、乗員、技術者向けの要員教育）、MRO（整備・補修・オーバーホール）契約が含まれる。このため、契約総額は第1次契約から大幅に増大し、約67億ドル（日本円で約1兆円）となる。

### 不採用国
ノルウェー：レオパルト2A7を採用
2017年11月29日、ノルウェー議会外交防衛委員会は陸上防衛力を抜本的に改革し、ノルウェー北部、特にフィンマルク県の防衛力強化に係る勧告を議決、努めて2019年より新型戦車の導入に関する選定を開始し、2025年より運用可能とするよう要求した。これにあわせて、既存のレオパルト2A4のアップデート計画は十分な能力が獲得できる見込みではないとして中止された
2020年6月、韓国は韓国で製造されたK2の車体及び砲塔をノルウェーに輸出、ノルウェーにおいて最終組立を行うとともに、ノルウェーの現地製造コンポネントを組み込むという一部現地製造方式を提案。
2020年11月19日、ノルウェー国防省は新型戦車について、その防護能力や通信能力が要求を満たす可能性がある候補について調査を実施した結果、新戦車の候補をレオパルト2A7とK2NOの2車種に絞りこんだと発表した。
2021年、ノルウェーは、2022年にオランダから中古購入したレオパルト2A4を更新するための新戦車導入計画「Nye stridsvogner」を開始
2022年1月より、レオパルト2A7とK2NOはノルウェーのレナ近郊のRegionfelt Østlandetにて、ノルウェー冬期環境下における実車を用いた評価試験を開始、4週間をかけ機動性と攻撃力に主眼を置いたさまざまなテストを行った
2023年2月3日、ノルウェー国防省はレオパルト2A7とK2NOについて、双方ともに要求仕様を満たすものの、「産業条件、二国間協力条件、物流および供給後の条件」を含めた総合評価の結果、レオパルト2A7を選定すると発表した。ノルウェー首相は本選定の理由について「戦車の品質や能力だけではなく、NATOにおいて今後ヨーロッパで重要な役割を果たす緊密な同盟国であるドイツとの協力関係を強化することや、北欧の隣国と同タイプの戦車をそろえるという安全保障政策上の理由からである」と明かした。加えて「ロシアのウクライナ侵攻が、ドイツ・ノルウェー・北欧間の安全保障上の協力体制を強化する重要性を高めた。我々はK2NOは高品質の戦車であると考えたが、しかし決定はドイツの戦車を選んだ」「現実の戦争に緊急に対応する必要があり、ロシアのウクライナ侵攻が無かった場合同じ選定結果を下したのかという仮定については答える余裕はない」と明らかにした。レオパルト2A7は2026年より納入が開始される。
2023年3月17日、トライアルを主導したノルウェー国防資材局資料より、納期・コスト・パフォーマンスの全体的な評価から「K2NOの方がより優れる」として、軍に対しK2NOを導入せよと2度にわたり勧告していたことが明らかになった。しかしながら、上記の通りドイツとの外交・安保協力の重要性を優先する政治判断によりレオパルト2A7が選定された。

K2戦車は海外への売り込みも積極的に行われており、オマーンにもその国土に適したモデルを提案している。2021年にはエジプトでK2の採用と現地生産が検討されている。

## 型式

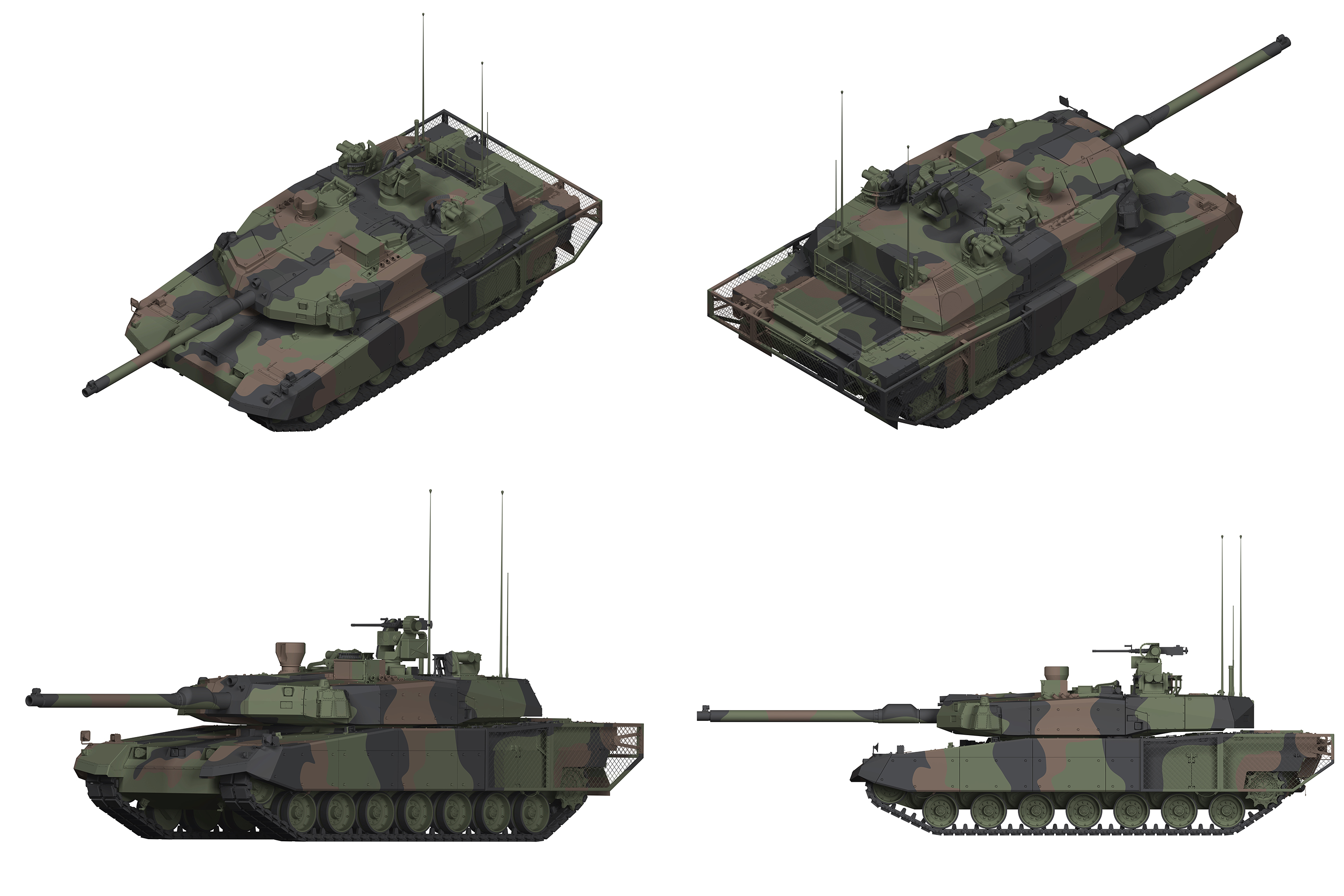
K2PL（車体延長し転輪を１対追加する旧イメージ図）

K2GF
ポーランド向け初期納入型で基本的には韓国本国向け第3次量産車と同じ仕様であり、韓国国産エンジンとドイツ製トランスミッションの混合パワーパックとなる
なお内蔵の訓練シミュレータ等、表示言語を英語化・ポーランド語化する処置は実施されている
GFは「Gap Filler（穴埋め）」の略であり、ウクライナへ提供したT-72・PT-91の穴埋め戦車早期納入を希望するポーランドの要望を反映したものがそのまま名称となった。
K2PL
K2PLはK2戦車のポーランド仕様であり、ポーランド国内のBumar-Łabędy工場において製造される。
性能改良型特殊装甲への換装、自爆ドローン対応のハードキル式アクティブ防護システム、遠隔砲塔機銃（RWS）、360度状況認識システム（Situation Awareness System）、ドローンジャマー（ADS）を搭載する。
その他ポーランド製航法システム、光学システム、通信システム、戦場管理システムがインテグレートされる。
K2NO
ノルウェー次期主力戦車「nye stridsvogner」に提案するも最終的に不採用
コングスベルグ製Protector RS4 RWS及びトロフィーHVアクティブ防護システム、コングスベルグ製戦闘管理システムが搭載され、ノルウェーNammo社製弾薬を使用する。乗員室の暖房機能も強化されており、重量61.5トン
K2ME
中東向け輸出仕様、2023年3月時点で採用国は無し
基本的な兵装はプログラマブル砲弾を使用可能な自動装填装置付き120㎜砲、連装式の7.62㎜機関銃であり、砲塔上面車長席に12.7㎜機関銃を備える。RWSは有さない
砲塔の前側面及び上面、車体前面及び側面に改良型複合・反応装甲パッケージが装着されており防護力が増大するとともに、中東地域の高音や砂塵に対応可能な改良型冷却システム（陽圧式NBC防護システムを兼ねる）及び吸気システムを有するが、重量は60トン未満に抑える。
砲塔両側面後部にレーダーを備え、ハードキル式アクティブ防護システムを装着している。
360度状況認識システム（Situation Awareness System）を有し、車両周辺全周の確認及び脅威目標の自動検出が可能となる。

## 派生型
アルタイ

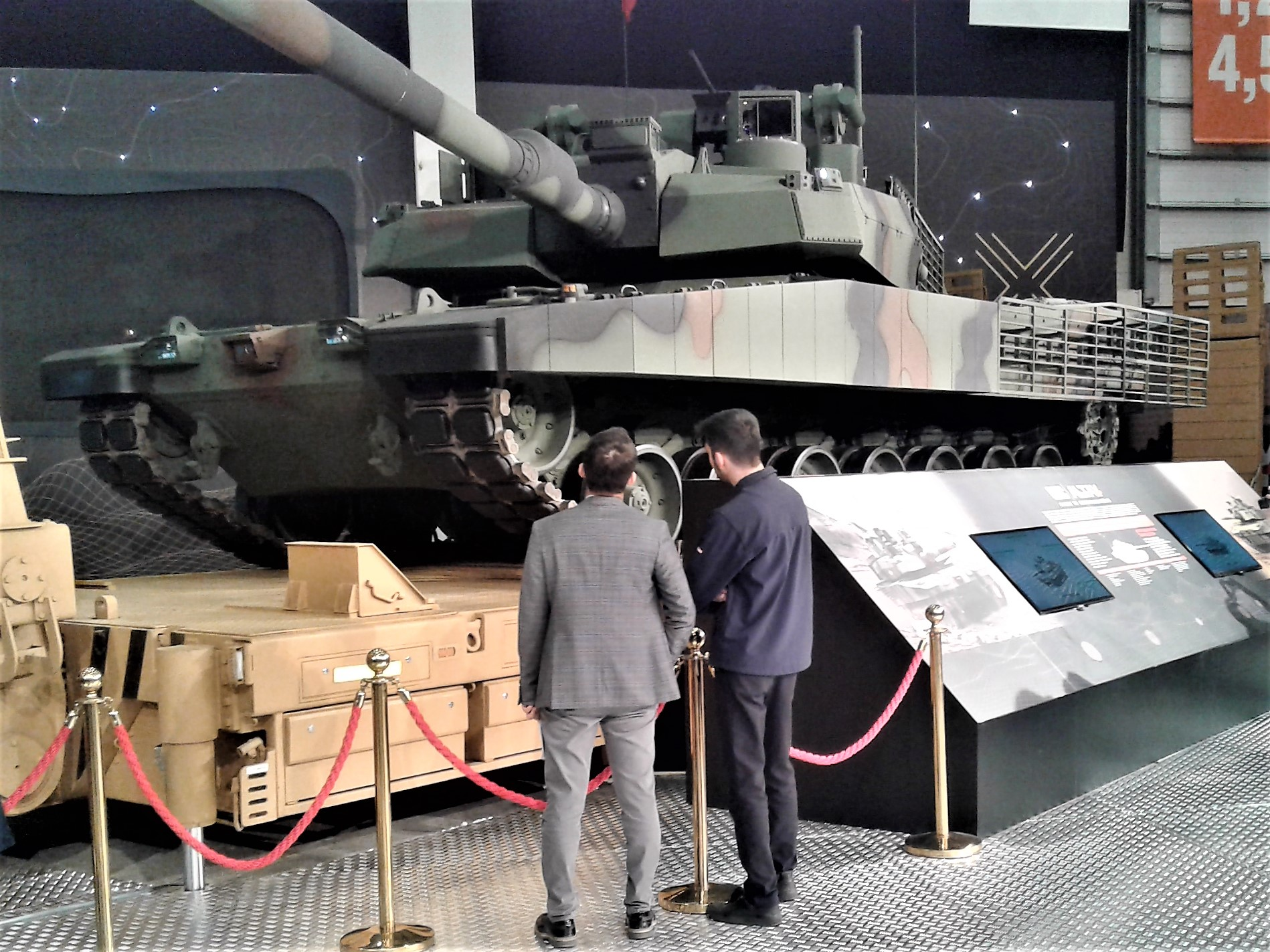
アルタイ戦車（試作車）

トルコ陸軍は、次期戦車を外国の既存戦車をベースにして国内開発することを決定し、パートナーとなる企業を選考、最終選考の結果ロテム社がドイツのクラウス＝マッファイ・ヴェクマン社を破り、パートナー企業に選出され、契約を締結した、新戦車はアルタイと名付けられた。
ヒュンダイロテムは戦車の設計、製作、試験評価支援に関する技術支援、主砲はヒュンダイWIA、複合装甲はSamyang Comtech社及びPoongsan Corporation社からの技術移転に基づきトルコが開発する。また、最終的にはトルコ国産パワーパックの搭載を追求するものの、当面の初期量産型T1ロットについては油気圧サスペンション及びパワーパック（エンジン及びトランスミッション）は韓国からの完成品輸入となる。量産開始は2025年からとなる。

## K2の後継（K3）
2015年5月13日、韓国防科学研究所が2030年までの量産化を目指して、レールガン、ハイブリッド動力、軽量高強度の新素材を採用した複合装甲、光学迷彩などの最新技術を結集したK2に次ぐ新戦車の開発をスタートさせている旨が発表
2019年、ADEX2019において新型戦車のコンセプトモデルを発表
2022年4月26日、ヒュンダイロテムが次期戦車のプロモーションビデオを発表
2022年6月、ユーロサトリにおいてHyundai Rotem Next Generation of Main Battle Tank (NG MBT) を発表。130mm滑腔砲を装備し、乗員3名は車体部の装甲カプセルに集約され、有人又は無人で運用される構想となる
2022年7月27日、K3PLという名称で韓国・ポーランド共同開発の新型戦車の構想が報道された。
2022年9月7日、韓国ヒュンダイロテム社とポーランドPGZ社は、MSPO22においてK3戦車の開発を含む戦車、装甲兵員輸送車、陸上無人システムの開発に係るパートナーシップ覚書を締結した

## 登場作品

### 小説
『覇権交代』
第2巻「孤立する日米」に登場。自衛隊の軽MATに1輌が撃破される。